# 盧漢河 (烏克蘭)
盧漢河（羅馬化：Luhan'），又按俄语读音译为盧甘河（羅馬化：Lugan'），是一條位於烏克蘭東部的河流，屬於北頓涅茨河的支流，發源自頓涅茨克州霍尔利夫卡東部，流經頓涅茨克州和盧甘斯克州，河道全長198公里，集水區面積3,740平方公里。河边城市卢甘斯克得名于此河。